# Villanueva del Fresno
Villanueva del Fresno község Spanyolországban, Badajoz tartományban. Villanueva del Fresno Alconchel, Higuera de Vargas, Zahínos, Oliva de la Frontera, Valencia del Mombuey és Mourão községekkel határos. Lakosainak száma 3274 fő (2024).

## Népesség
A település népessége az utóbbi években az alábbiak szerint változott:
| Lakosok száma | 3487 | 3548 | 3564 | 3678 | 3655 | 3538 | 3464 | 3397 | 3335 | 3274 |
|               | 2001 | 2004 | 2006 | 2009 | 2011 | 2014 | 2016 | 2019 | 2021 | 2024 |